# Пискорник-Черницкий
Пискорник-Черницкий (пол. Piskornik Czernicki) — село в Польше, в гмине Осьякув Велюньского повета Лодзинского воеводства.
В 1975—1998 годах село принадлежало к Серадзского воеводства.

## Климат
Климат умеренный, мягкая зима и тёплое лето. Средняя температура в январе от −1 °C до −5 °C, в июле от +17 °C до +19 °C. Осадков 500—800 мм.